# Faulbruch von Münster
Der Faulbruch von Münster ist ein Naturschutzgebiet in der Gemarkung Münster im Landkreis Darmstadt-Dieburg, Südhessen. Das 77,00 ha große Schutzgebiet (NSG-Kennung 1432011) wurde mit Verordnung vom 17. Oktober 1985 ausgewiesen und am 20. September 1993 in seiner Abgrenzung leicht ergänzt. Der Schutzzweck ist es, die durch Grünland geprägte Kulturlandschaft und die angrenzenden Waldgesellschaften, insbesondere den Erlenbruchwald, als Lebensraum zu erhalten und zu entwickeln.

## Lage
Der Faulbruch (historisch auch: das Faulbruch) liegt in den Naturräumen Untermainebene – Gersprenzniederung und Messeler Hügelland am Westrand von Münster. Am Ostrand begrenzt die Bundesstraße 45 das Schutzgebiet, am Südrand die „Munastraße“ und am Nordrand die „Russenschneise“. Der Ortsteil Breitefeld befindet sich am Südwestrand des Faulbruchs.

## Beschreibung

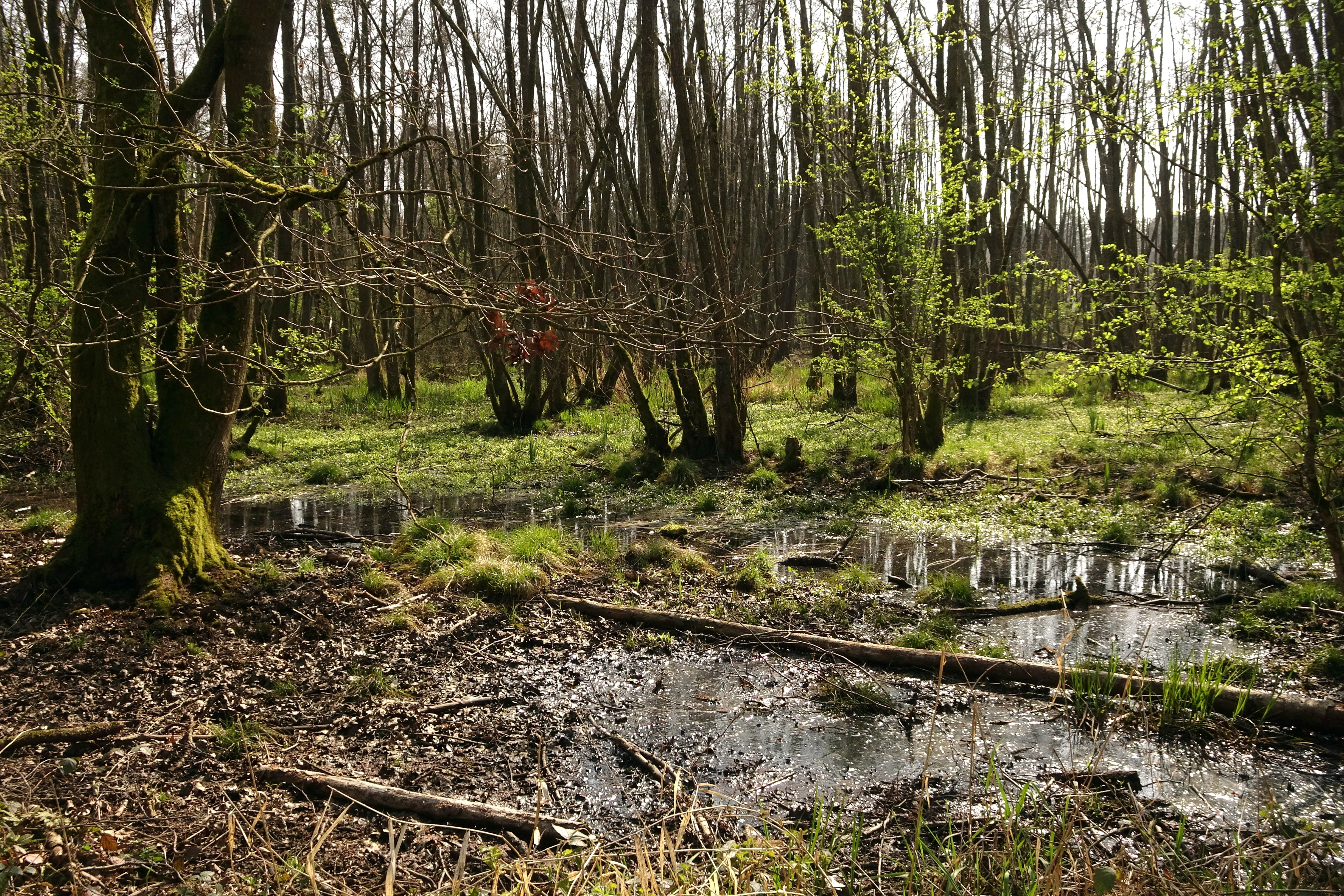
NSG Faulbruch bei Münster (Frühling 2020)

Das Schutzgebiet ist ein Wald- und Wiesengelände auf nassen Böden über pliozänen Tonschichten. Das Gelände erstreckt sich von 134 bis 143 Meter Meereshöhe. Der ursprünglich bestehende Wald war Ende des 19. Jahrhunderts etwa zur Hälfte gerodet, mit zahlreichen Entwässerungsgräben versehen und in Äcker und Wiesen umgewandelt worden. Nach Aufforstungen ab 1945 sind derzeit etwa 65 % der Fläche Wald, 21 % Grünland und 7 % Äcker. Im Westen befindet sich im Wald ein kleiner Weiher (Gänsweiher).

## Flora und Fauna
Im Schutzgebiet wachsen eine Vielzahl, teilweise auch seltener und bestandsgefährdeter Pflanzen. Das Grünland besteht aus Großseggengesellschaften, Wiesenknopf-Schwingel-Feuchtwiesen und wechselfeuchten Glatthaferwiesen. Auf brachgefallenem Grünland dominiert das Pfeifengras. Der Wald auf den nassen Standorten ist Erlen-Bruchwald, teils mit Großseggen, in etwas trockeneren Lagen Rotbuchenwald. Insgesamt wurden 277 Pflanzenarten nachgewiesen, davon 15 Arten der Roten Liste.
Der Faulbruch ist auch Brut- und Nahrungsbiotop für einige, zum Teil stark bestandsgefährdete Tierarten.
Die Säugetiere Dachs, Wasserspitzmaus, Großer Abendsegler und Mausohr leben hier. Es kommen 14 Amphibienarten und Reptilien-Arten der Roten Liste vor. Im Gebiet sind 75 Brutvogelarten heimisch, darunter 14 Arten der Roten Liste. Außerdem wurden zahlreiche Insektenarten, unter anderem Schwalbenschwanz, Kolbenwasserkäfer und Nashornkäfer nachgewiesen.

## Beeinträchtigungen
Das Naturschutzgebiet wurde mehrfach durch illegale Vermüllung beeinträchtigt. Im Dezember 2016 waren 150 Autoreifen in den Wald gekippt worden. Im Dezember 2019 waren 35 Kubikmeter Dach-Dämmmaterial auf einem Feldweg im Faulbruch abgelagert worden. Die Beseitigung des Sondermülls machte eine kostspielige Entsorgung nötig.